# Albericus siegfriedi
Albericus siegfriedi là một loài ếch trong họ Nhái bầu. Chúng là loài đặc hữu của Papua New Guinea.
Các môi trường sống tự nhiên của chúng là các khu rừng vùng núi ẩm nhiệt đới hoặc cận nhiệt đới, vườn nông thôn, và các khu rừng trước đây bị suy thoái nặng nề.